# Speck (Familienname)
Speck ist ein deutschsprachiger Familienname.

## Namensträger
- Anselm Franz Speck (1728–1798), Glockengießer
- Artur Speck (1877–1960), deutscher Straßenbauingenieur
- August Speck (1898–1977), Schweizer Maler und Zeichner
- Bruno Speck (1934–1998), Schweizer Mediziner
- Carl Bernhard Speck (1831–1905), deutscher konservativer Politiker, MdL (Königreich Sachsen)
- Christian Speck (1937–2005), Schweizer Politiker (SVP)
- Daniel Speck (* 1969), deutscher Drehbuchautor
- Dieter Speck (* 1958), deutscher Historiker (Mediävist), Archivar und Hochschullehrer
- Dieter Speck (Psychologe) (1949–2009), deutscher Psychologe
- Dimitri Speck, deutscher Finanzanalyst und Autor
- Dutch Speck (1886–1952), US-amerikanischer American-Football-Spieler
- Eduard Speck (1884–1973), österreichischer Kommunalpolitiker
- Frank Speck (1881–1950), amerikanischer Anthropologe
- Georg Andreas Speck (1904–1978), deutscher Maler und Grafiker
- George Speck  (1824–1914), US-amerikanischer Koch und Erfinder der Kartoffelchips, siehe George Crum (Erfinder)
- Heinrich Speck (1874–1918), deutscher Architekt
- Helga Schwenke-Speck (1933–2022), deutsche Ärztin
- Hermann von Speck (1888–1940), deutscher Offizier, zuletzt General der Artillerie im Zweiten Weltkrieg
- Hermann Speck von Sternburg (1852–1908), kaiserlich-deutscher Diplomat und Kunstsammler
- Holger Speck, deutscher Dirigent und Hochschullehrer
- Jean Speck (1860–1933), Schweizer Kinounternehmer
- Joachim Speck (1930–2016), deutscher Fußballspieler
- Johann Gabriel Speck (1720–1792), deutscher reformierter Prediger und Professor der französischen Sprache
- Josef Speck (1927–2003), deutscher Philosoph
- Karl Speck (1828–1916), deutscher Mediziner
- Karl Friedrich Speck (1862–1939 oder 1942), bayerischer Staatsminister, Beamter und Mitglied des Deutschen Reichstags
- Karl Josef Speck der Ältere (1729–1798), Schweizer Maler
- Karl Josef Speck der Jüngere (1758–1818), Schweizer Maler
- Karsten Speck (* 1960), deutscher Entertainer und Schauspieler
- Lucas Speck (1755–1819), Glockengießer in Heidelberg
- Manfred Speck (1946–2023), deutscher politischer Beamter und Staatssekretär
- Maximilian Speck von Sternburg (1776–1856), deutscher Kaufmann und Unternehmer
- Oskar Speck (Historiker) (1850–1922), deutscher Historiker und Stadtschreiber
- Oskar Speck (Abenteurer) (1907–1993), deutscher Abenteurer
- Otto Speck (1926–2023), deutscher Sonderpädagoge
- Paul Speck (Baumeister) († 1557), deutscher Baumeister und Bildhauer
- Paul Speck (Keramiker) (1896–1966), Schweizer Keramiker
- Paul Speck (Byzantinist) (1928–2003), deutscher Byzantinist
- Peter Speck (* 1955), deutscher Kaufmann, Wirtschaftswissenschaftler (Personalmanagement) und Hochschullehrer
- Reiner Speck (* 1941), deutscher Kunstsammler und Publizist
- Richard Speck (1941–1991), US-amerikanischer Massenmörder
- Sarah Speck, deutsche Sozialwissenschaftlerin und Hochschullehrerin
- Thomas Speck (* 1957), deutscher Biologe, Morphologe und Hochschullehrer
- Ulrich Speck (* 1964), deutscher Historiker und Redakteur
- Wieland Speck (* 1951), deutscher Filmproduzent
- Wilhelm Speck (1861–1925), deutscher Schriftsteller und Gefängnisseelsorger
- Will Speck, US-amerikanischer Regisseur
- Wolfgang Speck (* 1947), deutscher Polizist und Gewerkschafter